# Arctoscyphus
Arctoscyphus es un género de musgos hepáticas perteneciente a la familia Geocalycaceae. Comprende 2 especies descritas y aceptadas.

## Taxonomía
Arctoscyphus fue descrita por Gabriela G. Hässel y publicado en Lindbergia 16: 133. 1990[1992].

## Especies
- Arctoscyphus fuegiensis (C. Massal.) Hässel de Menéndez
- Arctoscyphus ronsmithii Hässel de Menéndez